# Голейдж, Моджтаба
Моджтаба Голейдж (род. 23 января 1996, Тонкабон, Мазендеран) — иранский борец вольного стиля, чемпион и призёр чемпионатов Азии, призёр чемпионата мира. Выступает в тяжёлой весовой категории (до 97 кг). В 2017 году Голейдж стал чемпионом Азиатских игр по боевым искусствам в Ашхабаде. На следующий год он стал серебряным призёром чемпионата Азии в Бишкеке. В 2020 году на чемпионате Азии в Нью-Дели он стал победителем соревнований. Ещё через год он завоевал бронзу чемпионата мира в Осло.